# Sainte-Eugénie-de-Villeneuve
Sainte-Eugénie-de-Villeneuve är en kommun i departementet Haute-Loire i regionen Auvergne-Rhône-Alpes i centrala Frankrike. Kommunen ligger i kantonen Paulhaguet som tillhör arrondissementet Brioude. År 2022 hade Sainte-Eugénie-de-Villeneuve 107 invånare.

## Befolkningsutveckling
Antalet invånare i kommunen Sainte-Eugénie-de-Villeneuve
| Referens: INSEE |